# Georgios Ioannou Zolotas

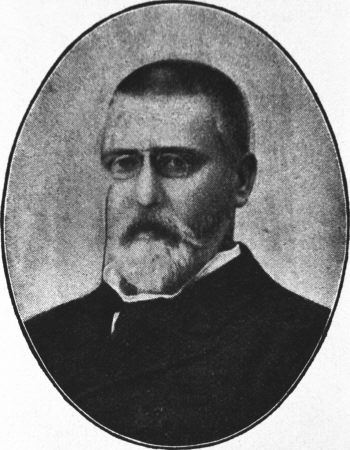
Georgios Ioannou Zolotas, 1846‒1906

Georgios Ioannou Zolotas (griechisch Γεώργιος Ιωάννου Ζολώτας, * 27. November 1845 in Kardamyla; † 5. Juni 1906 in Chios (Stadt)) war Lehrer und Direktor des Gymnasiums der Stadt Chios befasste sich als Historiker mit der Geschichte der Insel Chios.

## Herkunft und Ausbildung
Zolotas war der Sohn des Ioannis Zolotas und dessen Ehefrau Eirini. Die Familie zählte zu einer der bedeutenden in Ermoupoli. Er wurde auf der Nordägäisinsel Chios in dem Dorf Kardamyla geboren. Zolotas studierte Philologie und Rechtswissenschaft an der Universität Athen.

## Beruf und historische Forschung

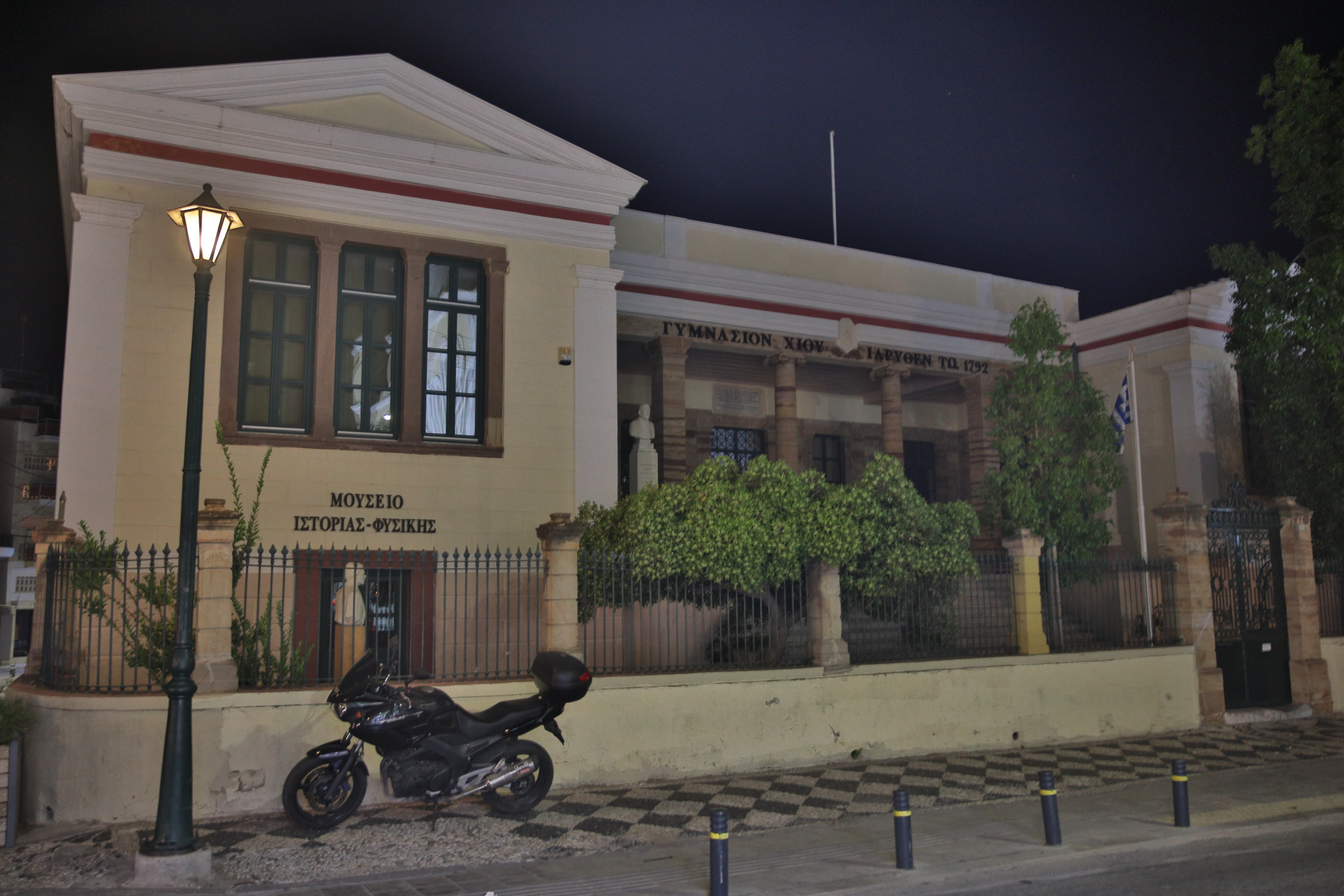
Das alte Gymnasium von Chios in Chios-Stadt

Zolotas war Lehrer und seit 1885 Direktor des Gymnasiums von Chios. Er wurde berühmt für seine fünfbändige „Geschichte von Chios“ in griechischer Sprache, welche von seiner Tochter Aimilia K. Sarou posthum herausgegeben wurde. Sie veröffentlichte auch 1907 eine Lebensbeschreibung Nikephoros von Chios in griechischer Sprache und 1916 ein Buch über die Festung von Chios.
Zolotas’ „Geschichte von Chios“ umfasst drei Bände, wobei der erste und der dritte Band in zwei Teilbände geteilt sind:
- Band I Teil 1 beschäftigt sich mit der historischen Topografie der Insel. Der Autor untersucht den Namen „Chios“ und die mythische Geschichte der Insel. Er beschreibt die antike Geschichte von Chios, behandelt antike Texte, die Inschriften, Götter, die antike und mittelalterliche Toponomastik. Er endet mit einer Abhandlung über die modernen Provinzen (nomoi) Griechenlands.
- Band I Teil 2 widmet sich der historischen Topographie der Stadt Chios und der Genealogie bedeutender Familien. Dieser zweite Teil enthält auch einen onomastischen Katalog von Chios, mit Bezug auf die in den historischen Manuskripten enthaltenen Familiennamen.
- Band II behandelt die Epochen des Hellenismus, der Römerherrschaft und der Genueserherrschaft (Genoatokratia). Mit diesem Band beginnt die chronologische Darstellung, die vom 4. Jahrhundert v. Chr. bis ins Jahr 1566 dargestellt ist.
- Band III Teil 1 widmet sich der Türkenherrschaft (Turkokratia) von 1566 bis 1912. Dargestellt werden unter anderem die wichtigsten historischen Ereignisse wie die Expedition der Florentiner in Chios 1599, der türkisch-venezianische Krieg von 1694, dann die Beziehungen von Katholiken und Orthodoxen, die Lage von Wissenschaft und Erziehung.
- Band III Teil 2 stellt die Fortsetzung und den Abschluss der Epoche der Türkenherrschaft dar. Behandelt werden die Situation der orthodoxen Kirche in Chios unter den Türken und das Massaker von Chios 1821‒1827. Der Band schließt mit historischen und genealogischen Ergänzungen.

## Familie
Zolotas’ Tochter Aimilia Sarou (Emily Sarrou) brachte die fünfbändige „Geschichte von Chios“ nach dem Tod ihres Vaters in den Jahren 1921‒1928 heraus. Eine weitere Publikation, „Die Festung von Chios“ (To kastron tēs Chiou), publiziert 1916, war offenbar ebenfalls zum Teil ein Werk ihres Vaters.

## Wirkung
Zolotas’ Geschichte von Chios wurde von verschiedenen Rezensenten hoch gelobt. Man vergleiche hierzu die unter Literatur angeführten Buchbesprechungen von William Miller und Louis Roussel. Roussel schreibt unter anderem: „L’effort de Zolotas provoque l’admiration. Il a vraiment donné une somme de Chio.“ (…) „On ne saurait trop admirer la piété filiale, la science, la persévérance, de Mme Sarou.” (…) “Complétée par un tome sur Chio jusqu’à nos jours, (…), l’Histoire de Chio sera surement la plus belle monographie grecque.”

## Werke
- Χιακών και ερυθραϊκών επιγραφών συναγωγή (Chiakōn kai Erythraikōn epigraphōn synagōgē). Athēnēsin, 1889, S. 113‒354. (Wiederabdruck in: Athena 20, 1908).
- Ιστορία τής νησιού Χίου (Historia tēs Chiou) (Die Geschichte von Chios). Hrsg. von Emilia Sarou. ’Εν ’Αθήωαις: Τύποις Δ. Σακελλαρίου (Athēnai: P. D. Sakellarios), 1921‒1928.
  - Bd. 1, Teil 1: Ιστορική τοπογραφία και γενεαλογία; 1. Ιστορική τοπογραφία (Historikē topographia kai genealogia; 1. Historikē topographia). 1921. (29, 656 S.)
  - Bd. 1, Teil 2: Ιστορική τοπογραφία και γενεαλογία; 2. Τοπογραφία πόλεως Χίου – Γενεαλογία (Historikē topographia kai genealogia; 2. Topographia poleōs Chiu – Genealogia). 1923. (11, 696 S.)
  - Bd. 2: Χρόνοι Ελληνικοί, Ρωμαικοί, Μακεδονικοί, Γενεοκρατία (Chronoi Hellēnikoi, Rhōmaïkoi, Makedonikoi, Genoatokratia). 1924. (39, 775 S.)
  - Bd. 3, Teil 1: Τουρκοκρατία. Μερος 1 (Turkokratia. Μeros 1). 1926. (24, 657 S., 1 Blatt)
  - Bd. 3, Teil 2: Τουρκοκρατία. Μερος 2 (Turkokratia. Μeros 2). 1928. (16, 998 S., 1 Blatt)
- Von seiner Tochter Aimilia K. Sarou herausgegeben: Το κάστρο της Χίου (To kastron tēs Chiou) (Die Festung von Chios). Athēnai: P.D. Sakellarios, 1916.

## Abbildungen
- Foto von Zolotas in Ιωάννης Φραγκιάς (Ioannis Fragkias) (1851‒1929): Γεοργίοs ’I. Ζολώταs. In: Κ. Φ Σκοκου Ημερολογιον του 1908, S. 305.

| Personendaten    | Personendaten                                                               |
| ---------------- | --------------------------------------------------------------------------- |
| NAME             | Zolotas, Georgios Ioannou                                                   |
| KURZBESCHREIBUNG | Lehrer und Direktor des Gymnasiums der Stadt Chios und Historiker von Chios |
| GEBURTSDATUM     | 27. November 1845                                                           |
| GEBURTSORT       | Kardamyla                                                                   |
| STERBEDATUM      | 5. Juni 1906                                                                |
| STERBEORT        | Chios (Stadt)                                                               |